# Стойменов, Борис
Борис(лав) Стойменов (макед. Борис(лав) Стојменов; родился 4 апреля 1940 года в селе Велюса, община Струмица, Королевство Югославия) — македонский государственный деятель, бывший министр финансов Республики Македония и председатель партии ВМРО-ДПМНЕ.

## Образование
Борис Стойменов окончил экономический факультет Университета Св. Кирилла и Мефодия в Скопье.

## Карьера
С 1993 по 2000 год был председателем партии ВМРО-ДПМНЕ. С 2002 года по настоящее время является председателем партии ВМРО-Македонская.
С ноября 1998 по декабрь 1999 год был министром финансов в правительстве Любчо Георгиевского.
В 2008 году избран членом Собрания Республики Македонии. Член комитетов по финансам и бюджету, а также по транспорту, связи и охраны окружающей среды.